# Euaresta philodema
Euaresta philodema es una especie de insecto del género Euaresta de la familia Tephritidae del orden Diptera.

## Historia
Hendel la describió científicamente por primera vez en el año 1914.